# Reino de Sikkim
El Reino de Sikkim fue una monarquía hereditaria que existió entre 1642 y 1975. Fue un antiguo estado principesco de la India británica y, posteriormente, un estado independiente de facto sobre el cual la República de la India ejercía un protectorado. Fue gobernado por Reyes Chogyal.

## Historia

### Dominación nepalí

Mapa del Reino de Sikkim

En la mitad del siglo XVIII, Sikkim fue invadido por el Reino de Nepal, y estuvo bajo su posesión por más de veinticinco años. Al establecerse la India británica, el Chogyal de Sikkim se alió con el gobierno británico para recuperar su soberanía. Entre 1814 y 1816 se mantuvo un estado de guerra entre el Reino de Nepal por un lado y Sikkim y la India Británica por otro. Cuando finalmente los nepalíes fueron derrotados, se suscribió entre Sikkim y el Reino Unido el tratado de Titalia, que devolvía a la monarquía sikkimesa los territorios que habían sido ocupados por Nepal y que al tiempo suponía el reconocimiento de la predominante influencia británica sobre Sikkim.

### Protectorado y posterior anexión por India
Bajo el Tratado de Tumlong, firmado en 1861, oficialmente Sikkim se convirtió en un Protectorado británico. El protectorado fue transferido a la Unión India en 1947, luego de su independencia, pero no entró en vigor hasta 1950.
En 1970 comenzaron las revueltas exigiendo el fin de la monarquía y el establecimiento de una democracia plena. El 8 de mayo de 1973 se firmó un acuerdo tripartito entre el Chogyal Palden Thondup Namgyal, los partidos políticos y el gobierno de la India. El acuerdo preveía la creación de un gobierno responsable, bajo la supervisión de un director ejecutivo designado por el gobierno de la India. Finalmente, se celebraron elecciones el 13 de abril de 1974, en las que resultó ganador el Congreso Nacional de Sikkim.
Palden Thondup Namgyal abdicó el 10 de abril de 1975, un año después de las elecciones. Tras un referéndum sobre la soberanía de Sikkim, este se unió formalmente a la India como un estado más.